# Harold Vásquez-Castañeda
Pour les articles homonymes, voir Vásquez (homonymie) et Castañeda.
Harold Vásquez-Castañeda (né à Cali en 1964) est un compositeur et pédagogue colombien, lauréat en 1998 du Prix National de Composition attribué par le Ministère de Culture Colombien. Il a été élève d'Éric Gaudibert au Conservatoire Populaire de Genève.

## Biographie
Harold Vásquez-Castañeda a fait ses études à l'Université de Valle où il a fini ses études en 1990, en s'aventurant également dans la composition et la direction d'orchestre et chœur,. Avant de continuer ses études à l'étranger, il a travaillé comme percussionniste de l'orchestre symphonique de sa ville natale, et comme professeur de théorie et grammaire musicale au Conservatoire Supérieur de Beaux-Arts de Cali et comme directeur assistant de l'orchestre d'harmonie du Département. En 1992 il s'établit à Genève (Suisse) où il continue ses études de percussion et composition, en obtenant en 1997 un diplôme avec mention cum laude en Composition et Électroacoustique suivant les cours d'Éric Gaudibert et Reiner Boesch.
La même année, il se rend à Paris pour faire le « Cursus de Composition et d'Informatique Musicale » à l'IRCAM (Institut de Recherche et Coordination Acoustique/Musique), dans le domaine de la Composition et de l'Informatique Musicale . 
Depuis son retour en Colombie, en 1999, il se consacre à l'enseignement supérieur en composition, à l'analyse et aux nouvelles technologies, en stimulant une petite communauté qui donne des fruits à l'étranger. Avec la préoccupation d'ouvrir des nouveaux espaces, il a développé des projets pionniers dans son pays, comme l'Ensamble deciBelio, à l'Université Pontificale Javeriana, et les Laboratoires de Musique Nouvelle en collaboration avec d'autres Universités et d'organismes gouvernementaux.
En 2020, Harold Vásquez-Castañeda est professeur associé à l'Université Nationale de Colombie.